# Sarah MacDonnell
Sarah MacDonnell (* 16. September, vor 1976) ist eine US-amerikanische Schauspielerin und die Tochter des Schauspielers Ray MacDonnell (1928–2021).

## Leben
MacDonnell hatte 1976 ihre erste Fernsehrolle in der Serie Muggsy, in der sie die Margaret „Muggsy“ Malloy spielt. Es folgten weitere Auftritte in Fernsehserien, wie etwa in Mord ist ihr Hobby (1992), als Ms. Bouvier in Lisa – Der helle Wahnsinn (1994), Friends (1994), Emergency Room – Die Notaufnahme (1996) und Star Trek: Deep Space Nine (1997).
Filme, in denen sie spielte, sind The Evil Inside Me (1993), Down, Out & Dangerous (1995), Once You Meet a Stranger (1996) und The Areola (2001).

## Filmografie
- 1976–1977: Muggsy (Fernsehserie, 13 Folgen)
- 1990: Room for Romance (Fernsehserie, eine Folge)
- 1992: Mord ist ihr Hobby (Murder, She Wrote, Fernsehserie, eine Folge)
- 1993: The Evil Inside Me
- 1994: Lisa – Der helle Wahnsinn (Weird Science, Fernsehserie, vier Folgen)
- 1994: Friends (Fernsehserie, eine Folge)
- 1995: Down, Out & Dangerous (Fernsehfilm)
- 1995: Dream On (Fernsehserie, eine Folge)
- 1996: Emergency Room – Die Notaufnahme (ER, Fernsehserie, eine Folge)
- 1996: Once You Meet a Stranger (Fernsehfilm)
- 1997: Star Trek: Deep Space Nine (Fernsehserie, eine Folge)
- 2001: The Areola (Fernsehfilm)
- 2017: Murder on the Cape
- 2020: The Black Emperor of Broadway
- 2021: The Best Laid Planner (Kurzfilm)
- 2022: The Blacklist (Fernsehserie, eine Folge)